# Марти Макфлай
Эта статья посвящена главному герою трилогии Назад в будущее
Ма́ртин Ше́ймус Макфла́й (англ. Martin «Marty» Seamus McFly), более известный как Ма́рти Макфла́й (Marty McFly) — главный герой фантастической приключенческой трилогии «Назад в будущее», созданной Робертом Земекисом в 1985—1990 годах. В фильмах роль Марти исполнил канадско-американский актёр Майкл Джей Фокс. В мультсериале 1991 года персонажа озвучил Дэвид Кауффман, а в компьютерной игре 2010 года — А. Дж. Локазио. Протагонист первого и второго фильмов.

## Биография
Марти родился в городе Хилл-Вэлли, штат Калифорния, в семье ирландского происхождения (его прапрадед Шеймус — ирландский эмигрант).
В 1985 году Марти является ведущим гитаристом музыкальной рок-группы «The Pinheads» (с англ. — «Тупицы»), слушает группы Huey Lewis and the News и Van Halen. Отлично катается на скейтборде и метко стреляет на игровом автомате «Wild Gunman» в местном магазине 7-Eleven.
25 октября 1985 года Марти 17 лет, хотя возраст не указывается ни в одной из частей трилогии. Однако, когда Док говорит, что хочет отправиться на 30 лет вперёд, Марти говорит, что ему тогда будет 47.

### Семья и друзья
Марти — младший из троих детей в семье Джорджа и Лоррейн Макфлай. У него есть брат Дэйв и сестра Линда. Его возлюбленную зовут Дженнифер Паркер, а лучшего друга — Эмметт Браун. Браун, которого Марти зовёт просто «Док» — пожилой учёный. Кажется, что Марти стесняется своей семьи и поэтому проводит с ней очень мало времени. В основном он общается с Доком, Дженнифер и ребятами из своей музыкальной группы.
Обстоятельства знакомства Марти и Дока неизвестны, хотя в первоначальном сценарии упоминалось, что в 1983 году Док нанял Марти, чтобы тот убирал его гараж, и мужчина был готов платить мальчику 50 долларов в неделю, давая также бесплатное пиво и доступ к его раритетным пластинкам. Однако в конце концов сценаристы Роберт Земекис и Боб Гейл решили, что такая история противоречит конечной концепции персонажа, и просто предположили, что дружба возникла на основе обычного любопытства, которое испытывают люди, встретив такого эксцентричного человека, как Док.
К 2015 году Марти женат на Дженнифер, у них двое детей — сын Мартин Макфлай-младший и дочь Марлин, которая родилась 28 апреля 1991 года. Дети очень похожи на своего отца, во втором фильме обоих персонажей сыграл Майкл Джей Фокс. Как бы там ни было, решение не участвовать в гонке с Нидлзом в конце третьей части могло повлиять на ход событий и изменить будущее, которое зрители видели в «Назад в будущее 2».

### Псевдонимы
Путешествуя в прошлое, Марти брал себе псевдонимы, чтобы его не узнали. Оказавшись в 1955 году, он воспользовался тем, что его мать Лоррейн прочитала на его трусах название знаменитой марки «Кельвин Кляйн» и взял себе это имя. Чтобы убедить Джорджа пригласить Лоррейн на танцы, Марти предстал перед ним в радиационном костюме и назвался Дартом Вейдером, главным злодеем серии фильмов «Звёздные войны», с планеты Вулкан, — родины Спока, одного из персонажей вселенной «Звёздный путь». В 1885 году он назвался Клинтом Иствудом.

## Появления

### Трилогия
В первом фильме трилогии — «Назад в будущее» — Марти случайно попадает в 1955 год после того, как Дока на его глазах расстреливают ливийские террористы за то, что он украл у них плутоний. Оказавшись в прошлом, Марти находит молодого Дока и убеждает его, что он из будущего, рассказав, как тот придумал концепцию путешествий во времени. Но с возвращением домой возникает проблема — достать плутоний в 1955 практически невозможно, но, к счастью, есть один способ — подвести энергию молнии к машине времени. Марти знает, что в башню с часами молния должна ударить через неделю после того дня, когда он оказался в прошлом. Док берёт на себя обязанности по подготовке к возвращению Марти домой, а юноша тем временем пытается исправить то, что он успел натворить — он помешал встрече своих родителей, и теперь его существование оказалось под угрозой. Кроме того, за его матерью увивается местный хулиган Бифф Таннен, который в будущем стал начальником его отца Джорджа. В конце концов Марти удаётся вселить в Джорджа уверенность в себе, Лоррейн влюбляется в него, а Марти успешно перемещается во времени, успев также предупредить Дока о гибели, ожидающей его через 30 лет. Вернувшись в 1985 год, Марти обнаруживает, что всё изменилось к лучшему для его семьи, и Бифф теперь работает на Макфлаев. Марти видит свою подругу Дженнифер, они целуются, но в этот момент появляется Док на машине времени и говорит, что Марти должен отправиться вместе с ним в будущее, где в его семье возникли серьёзные проблемы.
В фильме «Назад в будущее 2» Марти и Док оказываются в 2015 году, где учёный рассказывает, что будущий сын Марти и Дженнифер, Мартин-младший, поддавшись на угрозы внука Биффа — Гриффа Таннена, решается на ограбление банка. Но его ловят и сажают в тюрьму. Их дочь Марлин пытается устроить брату побег, но её план оборачивается неудачей, и девушку также приговаривают к тюремному заключению. Подобно событиям 1955 года, Марти противостоит Грифу и его банде, в результате чего хулиганы портят муниципальную собственность, и их арестовывают. Находясь в 2015 году, Марти замечает в магазине спортивный альманах, но Док запрещает юноше брать книгу с собой в прошлое. За этой сценой наблюдает пожилой Бифф — улучив момент, пока герои вызволяют находящуюся под действием снотворного Дженнифер, которую полицейские отвезли в её будущий дом, Бифф угоняет DeLorean и отдаёт книгу самому себе в 1955 году. Вернувшись в 1985-й, герои не узнают родной город — в этом мире Бифф стал самым богатым человеком, убил Джорджа Макфлая и женился на Лоррейн. Узнав от Биффа из альтернативного 1985 года, когда он получил спортивный альманах, герои отправляются в 1955 год, где Марти, пытаясь не встретиться с самим с собой и помешать друзьям Биффа схватить другого его, выступающего на танцах, заполучает и уничтожает книгу, ставшую причиной стольких бед. Реальность будущего меняется, однако в этот момент в DeLorean ударяет молния, и машина вместе с Доком пропадает в неизвестности. Через некоторое время к Марти подходит почтальон службы Western Union, который приносит ему письмо от Дока, оказавшегося в 1885 году на Диком Западе.
В финальной части «Назад в будущее 3» Марти находит Дока в 1955 году, чтобы тот отправил его домой. Оказавшись на кладбище рядом с заброшенной шахтой, где Док из 1885 года спрятал «ДэЛореан», Марти находит могилу друга. Изучив архивы городской библиотеки, Док и Марти узнают, что учёного застрелил Бьюфорд Таннен по прозвищу «Бешеный пёс» — прадед Биффа — вскоре после того, как Док оказался на Диком Западе. Марти решает спасти друга и отправляется в 1885 год. Там на него буквально обрушивается шквал неудачных событий: нападение индейцев, медведя, спасение от кавалерии. Спасаясь, Марти падает с обрыва и приходит в себя уже на ферме своих родственников — переселенцев из Ирландии, которые приютили его у себя на ночь. На следующее утро у Марти происходит стычка с «Бешеным псом», но тут появляется Док и спасает его. Узнав о своей участи, Док решает, что с него хватит жизни на Диком Западе, но Марти сообщает, что индейцы продырявили бак, и у них нет бензина. Эмметт объясняет Марти, что без бензина они не смогут вернуться домой. Тогда Док разрабатывает план, в котором они угоняют поезд и разгоняют DeLorean до 88 миль в час. Вникая в детали плана, Док и Марти оказываются рядом с ущельем, куда чуть было не свалилась прибывшая в Хилл-Вэлли учительница по имени Клара Клейтон.
С того момента, как они увидели друг друга, между Доком и Кларой возникает взаимное притяжение. Марти изумлённо наблюдает за тем, как Док меняется на глазах, влюбившись в очаровательную Клару. Между тем «Бешеный пёс» опять проявляет себя, угрожая убить Дока на местном фестивале. Тут вмешивается Марти, и Таннен назначает ему встречу в понедельник утром у салуна, чтобы раз и навсегда расставить все точки над «и». Над Марти нависает угроза, так как имя Дока пропало с могильной плиты, а появилось там имя Марти. Док вынужден расстаться с Кларой, рассказав, что он должен вернуться в будущее. Женщина, разумеется, ему не верит. Клара решает уехать из Хилл-Вэлли тем же поездом, который собирались угнать Марти и Док. Между тем, герои оказываются в ловушке внутри салуна, пока Таннен поджидает их у выхода. Марти решается на рискованную хитрость и в итоге одерживает победу над Танненом. Появляется помощник шерифа и арестовывает его. Оказавшись в поезде, Клара слышит, как двое мужчин обсуждают вчерашний вечер в салуне, где пьяный «бедолага залечивал сердце после того, как причинил боль любимой». Поняв, что речь идёт о Доке, Клара сходит с поезда и приходит в его кузницу, где находит подтверждение словам Дока относительно будущего. Она устремляется за поездом, которым управляет Док, и в последнюю минуту Эмметт и Клара остаются в 1885 году, а Марти перемещается в будущее, где едва не погибает под колёсами поезда, который разрушает машину времени.
Марти приезжает к дому Дженнифер, где девушка просыпается и не может понять, было ли произошедшее с ней сном или реальностью. По дороге до дому рядом с Марти останавливается машина его знакомого из школы, Нидлза, и тот предлагает устроить гонку. Марти делает вид, что участвует, но в последний момент даёт задний ход. Несколько секунд спустя с той стороны, где должна была ехать машина Марти, появляется Роллс-Ройс — аварии было не избежать. Дженнифер находит у себя в кармане факс из будущего с исчезающей надписью «Ты уволен» и понимает, что их будущее изменилось, а события 2015 года — правда. Марти и Дженнифер приезжают к месту крушения DeLorean, где неожиданно появляется летающий поезд времени — из него выходит Док со своей женой Кларой и детьми, сыновьями Жюлем и Верном. Док говорит молодым, что будущее будет таким, каким они сами его сделают, а затем отправляется в путешествие во времени.

### Мультсериал
По сюжету мультсериала «Назад в будущее» Марти и Дженнифер успешно закончили старшую школу Хилл-Вэлли и теперь учатся в местном университете. Марти проводит много времени в доме Браунов, где живут Док и Клара с сыновьями — вместе они продолжают путешествовать во времени, узнавая многое о прошлом и будущем его друзей и родных. Юноша всё так же увлекается музыкой, и на этом поприще заметны его успехи — в одном из эпизодов сериала его группа даёт концерт на городской сцене Хилл-Вэлли. Новые приключения Марти также описаны в комиксах, созданных по мотивам мультсериала — часть из них является адаптацией эпизодов сериала, а часть историй были придуманы специально для журнала. В эпизоде «Путешественник по солнечной системе» (англ. Solar Sailors), когда герои оказываются в 2091 году, выясняется, что Марти становится такой же знаменитостью в музыке, как Элвис Пресли. Марта Макфлай, приходящаяся герою правнучкой, произносит в эпизоде фразу: «Как бы я хотела, чтобы мой дед был жив и видел, что его музыка продолжает жить…».

### Компьютерная игра
Компьютерная игра «Back to the Future: The Game» является прямым продолжением трилогии, одним из авторов сценария стал Боб Гейл — проект разделён на 5 эпизодов.
События первого эпизода «Время пришло» начинается 14 мая 1986 года. Марти тоскует по своему другу, и печаль усиливается, когда начинается распродажа имущества Дока. В тот же день перед гаражом неожиданно появляется машина времени с Эйнштейном на переднем сиденье. В салоне Марти находит диктофон с посланием от Дока, который говорит что находится в опасности в прошлом. В архивах местной газеты Марти находит статью о том, что некоего Карла Сагана, которым оказался Док, арестовали за поджог нелегального бара, а позже он был убит гангстером «Малышом» Ирвингом Танненом. Марти отправляется в 1931 год, где находит Дока в городской тюрьме, а также встречает совсем юную Эдну, работающую журналисткой. Док говорит Марти, что только он сам, то есть юный Эмметт Браун сможет помочь им в этой ситуации, так как в данный период времени он работал над бурильной установкой. В ходе событий Марти вдохновляет и помогает юному Эмметту закончить бур, но когда это случается, оказывается слишком поздно — Дока уже схватил «Малыш» и собирается убить его. Марти устремляется в погоню и спасает друга. Когда путешественники готовятся к перемещению в 1986 год, Марти посещает знакомое неприятное ощущение, что он исчезает из действительности.
Во втором эпизоде под названием «Достать Таннена!» Док узнаёт из изменившейся газеты, что в результате их действий «Малыша» не арестовали, как это должно было случиться. И в результате дедушку Марти, Артура Макфлая, бухгалтера Таннена, убили его приспешники после того, как Артур дал показания против «Малыша». Теперь перед Марти стоит сложная задача — защитить своего дедушку и убедить офицера полиции Дэнни Паркера, дедушку Дженнифер, в том, что он должен арестовать Таннена. Однако, став свидетелем перемещения во времени DeLorean, Паркер стал много пить, жизнь и карьера пошла под откос. Когда же Марти удаётся убедить Дэнни в том, что «Малышу» место лишь за решёткой, перед героем возникает иная проблема — у Паркера нет существенных оснований, чтобы посадить Таннена в тюрьму. Позже выясняется, что Артур и подружка Таннена, певица Трикси Тротер работали вместе, собирая компромат на Ирвинга, из которого следует, что Таннен уклоняется от уплаты налогов. После череды опасных приключений, включающих в себя закрытие бара «Эль Кид», похищение Эдны, перестрелку Таннена с полицией и взятие юного Эмметта Брауна в заложники, Паркеру удаётся арестовать Таннена, и теперь жизни Артура и его будущей семьи ничто не угрожает. Марти и Док отправляются домой в 1986 год.
В третьей серии — «Гражданин Браун» — Оказавшись в альтернативном 1986 году, Марти врезается на DeLorean в огромный плакат с изображением человека. очень похожего на Дока, а самого Эмметта Брауна нет на соседнем сиденье. Позже Марти понимает, что попал в альтернативную реальность, где Док не является учёным, а стал, так называемым, первым Гражданином Брауном, Марти выясняет, что во всём виноват начавшийся роман Дока и Эдны Стрикленд в 1931 году. Она убедила его бросить науку и заняться социальными проблемами. В итоге, много лет спустя, супруги стали управлять утопическим обществом, где жителей прошедших программу «Гражданин +» в буквальном смысле программируют на хорошее поведение. На первый взгляд в городе царит рай — на улицах чисто, жители спокойны и счастливы, но на самом деле атмосфера напоминает диктатуру — здесь запрещено практически всё, от употребления алкоголя и поцелуев в общественных местах до жвачки и научной фантастики. Марти с трудом удаётся добиться личной встречи с Гражданином Брауном, где ему вскоре удаётся убедить Эмметта в том, что всё должно было сложиться иначе. Однако коварная Эдна решает, что пора подвергнуть программе и её мужа, так как он поверил в ложь молодого хулигана. В итоге, Марти и Эмметта хватает охрана Эдны — Марти оказывается заперт в камере, а Эмметта готовят к процедуре.

Марти и Док (справа) из 1986 года удивлённо смотрят на троих Марти из будущего.

В четвёртой части серии, эпизоде «Разные взгляды», Марти изо всех сил старается разрушить отношения Эдны с Эмметтом, который в это время готовится к выставке Хилл-Вэлли, заканчивая своё изобретение, которое должно было помочь Эдне Стрикленд создать «идеальное» общество.
В финале «Вне времени» Марти удаётся восстановить временную линию, и вернуть себе настоящего Дока. А в это время Эдна, одну из тайн которой Марти удалось раскрыть, случайно оказывается в 1876 году и, нисколько не задумываясь о последствиях, сжигает Хилл-Вэлли. А исправлять всё приходится как всегда Марти, который попутно знакомится со своим прадедом и узнаёт, кто же такая Трикси Троттер. Финал игровой серии заканчивается подобно первому фильму: из будущего в 1986 поочерёдно прибывают три версии Марти Макфлая, каждый из которых уверяет, что в их реальности в жизни Марти и Дженнифер возникли серьёзные проблемы. Титры эпизода заканчиваются надписью «Продолжение следует…».

### Другие появления
Персонаж в трейлере песни Holiday рэпера Lil Nas X — The Origins of Holiday.

## Образ персонажа

### Кастинг
Майкл Джей Фокс был главным претендентом на роль Марти Макфлая. Однако когда стало известно, что Фокс не сможет сняться в фильме, продюсеры начали поиски другого актёра, так как если бы съёмки не начались в ближайшее время, то проект могли вовсе закрыть. В итоге на роль Марти взяли актёра Эрика Штольца, но все трое — Гейл, Земекис и Спилберг — понимали, что это ошибка. Был отснят материал за 5 недель, почти треть сцен с участием персонажа. По словам Стивена Спилберга, увольнение Штольца было одним из самых тяжёлых решений в его карьере — и дело не только в том, что будущее фильма оказалось под угрозой. Ему нравился Штольц, как актёр, как личность, но авторы поняли, что с ним фильм выйдет не таким смешным, как они рассчитывали. Штольца уволили. В роли Марти в новом фильме Спилберга (после кассового успеха его картин «Челюсти», «Индиана Джонс: В поисках утраченного ковчега», «Инопланетянин», «Индиана Джонс и храм судьбы») мечтали сняться все молодые актёры Голливуда. Но авторы знали, чего хотят — они вернулись к боссам сериала «Семейные узы», которые отказались разрешить Фоксу принять участие в съёмках фильма параллельно съёмкам шоу, и на этот раз руководители сериала сдались, оговорив факт, что съёмочный график картины должен полностью подстраиваться под съёмки шоу.

### Признание
В 2008 году журнал «Empire» поместил Марти МакФлая на 39-е место в списке величайших киногероев всех времён.

### Влияние на поп-культуру
- Цитата Марти «Если приложить голову — можно добиться чего угодно» (англ. If you put your mind to it, you can accomplish anything) попала в список «100 ценных советов из кинофильмов» еженедельного журнала ShortList[англ.][18].
- Британская группа McFly взяла себе такое название, так как вокалист Том Флетчер — поклонник трилогии[19].
- Группа Relient K написала песню о Марти под названием «Hello, McFly», появившейся на их альбоме «Relient K»[20].
- Марти дважды появляется в мультсериале «Гриффины» — в сериях «The Courtship of Stewie’s Father» (вставка) и «The Juice Is Loose». Кроме того, эпизоды из фильма с ним пародируются главными героями сериала в сериях «Perfect Castaway» (вставка), «Meet the Quagmires», «Road to Germany», «Baby Not on Board» (вставка) и «The Big Bang Theory».
- Марти МакФлай упоминается в заглавной песне фильма и телесериала «Горец» «Princes of the Universe» группы Queen. Во время гитарного соло вокалист Фредди Меркьюри произносит фразы «Watch this McFly» и «Marty McFly»[21]. Вероятная отсылка к фрагменту фильма «Назад в будущее», где Марти МакФлай в схожей экспрессивной манере исполнял рок-н-ролл композицию Чака Берри «Johnny B. Goode»[22].